# Længdekreds
Jordens overflade er opdelt i et koordinatsystem bestående af længdekredse og breddekredse. Da jorden er rund, har man fundet det praktisk at opdele den i vinkelstykker målt i grader. En cirkel opdeles i 360 grader.
Længdekredsene kaldes også meridianer og er tænkte halvcirkler, der går fra nordpolen til sydpolen (geografiske nordpol og sydpol). Der er 360 længdekredse. Én af disse går gennem Greenwich uden for London og kaldes nulmeridianen. Den første meridian øst herfor kaldes 1 grad østlig længde. Den næste kaldes 2 grader østlig længde, og så fremdeles. Det tilsvarende gælder for meridianer vest for nulmeridianen. Den sidste meridian, som også er modsat nulmeridianen benævnes 180 graders længde. Afstanden mellem længdekredsene bliver mindre, jo tættere man kommer på polerne. Ved ækvator er afstanden 111,12 kilometer.
Danmark gennemskæres af 4 + 1 længdekredse:
- Den 9. østlige længde, som skærer gennem Jylland fra lidt øst for Løgumkloster til Bulbjerg.
- Den 10. østlige længde, som når land ved Kegnæs og forlader det tæt på Hirtshals.
- Den 11. østlige længde, som når land lidt vest for Nakskov og rammer Byrum på Læsø.
- Den 12. østlige længde, som når land på Falsters østkyst og skærer Frederiksværk.
- (Den 13. og 14. østlige længde går gennem Østersøen mellem Sjælland og Bornholm og skærer ikke dansk territorialfarvand)
- Den 15. østlige længde, som gennemskærer Bornholm.

Graderne underopdeles i minutter og sekunder. En grad opdeles i 60 minutter og et minut i 60 sekunder. Et breddeminut svarer til én sømil, altså 1.852 meter. Efterhånden er det mere almindeligt at angive minutterne som decimaltal frem for at bruge sekunder.
Reglerne for notation er ikke helt éntydige, men her er et eksempel:
En bøje ved Frederikshavn har positionen 57 grader 22,5 minutter nordlig bredde, 10 grader 56,7 minutter østlig længde.
Moderne notation: 57° 22,5' N 10° 56,7' Ø.
Lidt ældre: 57° 22'5 N 10° 56'7 Ø.
Ældre notation med sekunder: 57° 22'30" N 10° 56'42" Ø.

## Bestemmelse af længdegraden
Under sørejser var det tidligere et betydeligt problem at bestemme længdegraden på åbent hav. Oftest sejlede man langs kysterne og nøjedes med at måle breddegraden, som kan bestemmes ved måling af stjerners højde over horisonten.
Længdegraden kan bestemmes med kendskab til tiden i længdegradsystemets nul-punkt – fx Paris eller Greenwich, og da ure var ganske upræcise før 1700-tallet, var det derfor problematisk at bestemme længdegraden. Længdegraden kan bestemmes ud fra observationer af Solens position i forhold til horisonten, men kun med samtidig kendskab til tiden. Udviklingen af kronometre i 1700-tallet var derfor et vigtigt skridt til hjælp for navigation til søs.
John Harrison udviklede det første brugbare kronometer efter at 'the Board of Longitude' i England havde udskrevet en konkurrence for nøjagtige ure, der kunne tåle at være til søs.
Han var i kapløb med den daværende astronom Royal, der ville udvikle en metode til tidsbestemmelse ud fra nøjagtige observationer af Månens position i forhold til stjernerne, hvilken er længdegradsafhængig.
Harrison mødte skepsis og kritik fra øvrigheden, men hans største kritiker var ham selv – han udviklede hele fire kronometre, inden han var tilfreds. Urene H1-H4 er nu udstillet i National Maritime Museum, Greenwich.